# Adventure (Atari 2600)
Adventure es un videojuego del año 1979 desarrollado por Warren Robinett para el Atari 2600. El jugador controla un avatar cuadrado cuya misión es explorar un entorno abierto para encontrar un cáliz mágico y devolverlo al castillo dorado. El mundo del juego está poblado por enemigos errantes: tres dragones que pueden comerse al avatar y un murciélago que roba y esconde objetos al azar en todo el mundo del juego. Adventure introdujo una serie de nuevos elementos de juego en los juegos de consola, incluida una zona de juego que abarca varias pantallas diferentes y enemigos saliendo de la pantalla.
Adventure fue concebida como una versión gráfica de la aventura de texto de 1977 Colossal Cave Adventure. Warren Robinett pasó aproximadamente un año diseñando y codificando el juego, mientras superó una variedad de limitaciones técnicas en el hardware de la consola Atari 2600, así como dificultades con la administración dentro de Atari.
Adventure recibió críticas en su mayoría positivas en el momento de su lanzamiento y en las décadas posteriores, a menudo nombrado como uno de los juegos más influyentes de la industria y entre los mejores videojuegos de todos los tiempos. Se considera el primer juego de acción, aventura y fantasía de consola, e inspiró otros juegos de los géneros. Se vendieron más de un millón de cartuchos de Adventure, y el juego se ha incluido en numerosas colecciones de juegos Atari 2600 para hardware informático moderno. El código prototipo del juego se utilizó como base para el juego de Superman de 1979, y una secuela planificada finalmente formó la base para los juegos de Swordquest. El concepto del Huevo de Pascua en el que Robinett fue pionero en la forma de una habitación secreta que contiene su nombre, ha trascendido los videojuegos a la cultura popular.

## Historia y diseño
Adventure fue un videojuego publicado por los desarrolladores de la consola Atari 2600, Atari, Inc. Se inspiró en un juego de aventuras de texto para computadoras llamado Colossal Cave Adventure, creado por Will Crowther y posteriormente modificado por Don Woods.
A pesar del desaliento de su jefe de Atari quien dijo que no se podía hacer, el diseñador del juego Warren Robinett creó un juego gráfico libremente inspirado en el juego de texto. Adventure de Atari vendió millones de copias, convirtiéndolo en el séptimo título mejor vendido del Atari 2600.
En la época que el juego fue creado, la compañía Atari no daba ningún tipo de crédito a los autores por sus trabajos, por lo cual Robinett incluyó un mensaje oculto en el juego, identificándose a sí mismo como el creador, creando a su vez el primer huevo de Pascua conocido en un videojuego. Según Warren, un joven jugador de Salt Lake City, Utah fue el primero en descubrir el huevo de Pascua y le escribió a Atari sobre ello.
El total de memoria utilizado por el programa de juego fue de 4096 bytes (4 KB) para el código del juego (en ROM) y 128 bytes para variables del programa (en RAM). El CPU del Atari 2600 corría a 1,19 megahertz con un microprocesador de 8-bit MOS Technology 6507, el cual era una versión más económica que el 6502.
Debido a las limitaciones de hardware del Atari 2600, el lado izquierdo y derecho de casi todas las pantallas son imagen espejo una de la otra, lo que llevó a la creación de los confusos laberintos que hay en el juego. la excepción más notable son dos pantallas en las catacumbas del castillo negro y dos en el pasillo principal debajo del castillo amarillo. Estas dos pantallas son reflejadas, pero contienen una "pared"  vertical para romper un poco la simetría y además actuar como puerta secreta para el huevo de Pascua.

### Innovación
Adventure no fue solamente el primer juego de acción y aventura en una consola de videojuegos y el primero en contener un huevo de Pascua, sino que también fue el primero en permitir al jugador contar con una variedad de artículos seleccionables para usar en cualquier momento. Adventure permitió al jugador soltar un objeto para levantar otro sin necesidad de escribir ningún comando como se había hecho hasta entonces.

## Huevo de Pascua
Generalmente definido como un "mensaje, truco o comportamiento inusual escondido dentro de un programa de computadora por su creador", el concepto del Huevo de Pascua fue popularizado por Adventure, influenciado por la cultura corporativa en Atari. Después de la adquisición de Atari por Warner Communications en 1976, hubo un choque cultural entre los ejecutivos de Nueva York y los programadores californianos que eran más relajados. Atari eliminó los nombres de los desarrolladores de juegos de sus productos, como un medio para evitar que los competidores identifiquen y contraten a los programadores de la compañía. Esto provocó la salida de varios programadores; en particular, David Crane, Larry Kaplan, Alan Miller y Bob Whitehead dejaron Atari debido a la falta de reconocimiento y pagos de regalías, y formaron Activision como un desarrollador externo de juegos para la 2600, lo que hizo que muchos juegos exitosos compitieran con Atari desde el momento.
Sin que nadie lo supiera, Robinett incluyó su nombre en su juego en forma de una habitación oculta y prácticamente inaccesible que mostraba el texto "Creado por Warren Robinett", inspirado en los rumores populares de que los Beatles tenían mensajes ocultos en las canciones. En 2015, Robinett recordó el mensaje como un medio de autopromoción, y señaló que Atari le había pagado solo alrededor de 22 mil dólares por año sin regalías, mientras que Atari vendería un millón de unidades de un juego en Estados Unidos a 25 dólares cada uno. Este secreto es uno de los primeros Huevos de Pascua conocidos en un videojuego.
Robinett mantuvo el secreto durante más de un año, incluso de todos los empleados de Atari. No estaba seguro de si otro personal de Atari lo descubriría antes de su publicación. No se menciona en el manual del juego, ya que el autor del manual no lo sabía. Después de que se lanzó el juego, Adam Clayton, un joven de quince años de Salt Lake City, lo descubrió y envió una carta de explicación a Atari el 4 de agosto de 1980. Robinett ya había abandonado la empresa en este punto, por lo que Atari encargó a los diseñadores que encontraran el código responsable. El empleado que lo encontró dijo que si lo arreglaba, cambiaría el mensaje en el juego para decir "Arreglado por Brad Stewart". Además, el costo de crear una nueva máscara de memoria de solo lectura (ROM), o chip de memoria, era de alrededor de 10 mil dólares en el momento del lanzamiento del juego, lo que hace que este cambio sea un esfuerzo costoso. Steve Wright, director de desarrollo de software de la División de Consumidores de Atari, abogó por retener el mensaje, creyendo que les daba a los jugadores un incentivo adicional para encontrarlo y jugar más a sus juegos, y sugirió que estos eran como huevos de Pascua que los jugadores podían encontrar. Atari finalmente decidió dejar el secreto en el juego, y denominó estas características ocultas "Huevos de Pascua", diciendo que agregarían más secretos de este tipo a juegos posteriores. Wright hizo una política oficial en Atari que todos los juegos futuros deberían incluir Huevos de Pascua, a menudo limitados a ser las iniciales del desarrollador del juego.
Se accede al huevo de Pascua estableciendo niveles de dificultad 2 o 3 y primero recuperando el Punto gris de las catacumbas del Castillo Negro. El punto es un objeto de un solo píxel que está incrustado de manera invisible en la pared sur de una cámara sellada accesible solo con el puente, y el jugador debe hacer rebotar el avatar a lo largo de la pared inferior para recogerlo. El punto se puede ver cuando se encuentra en un pasaje de catacumbas o cuando se sostiene sobre una pared normal, y vuelve a ser invisible cuando se lleva o se deja caer en la mayoría de las habitaciones. El punto no se siente atraído por el imán, a diferencia de todos los demás objetos inanimados. El jugador debe llevar el punto junto con otros dos o más objetos al extremo este del corredor debajo del Castillo Dorado. Esto hace que la barrera en el lado derecho de la pantalla parpadee rápidamente, y el avatar del jugador puede atravesar la pared hacia una nueva habitación que muestra las palabras "Creado por Warren Robinett" en un texto que cambia continuamente de color.
El texto fue eliminado de la versiónes posteriores, mientrasque la unidad de juego independiente de Atari, Atari Classics 10-in-1 TV Games, lo había reemplazado por "TEXT?"  Se ha incluido en la mayoría de las reediciones posteriores del juego.

## Recepción
Se vendieron más de un millón de copias de Adventure, lo que lo convierte en el séptimo juego de Atari 2600 más vendido.
Adventure recibió críticas en su mayoría positivas en los años inmediatamente posteriores a su lanzamiento y, en general, se ha visto positivamente desde entonces.
Norman Howe revisó Adventure en The Space Gamer n.º 31. Howe comentó que "Adventure es un buen juego, como se miden los videojuegos. No es ni tan interesante ni tan complejo como Superman, pero muestra una gran promesa para lo que vendrá".
Bill Kunkel y Frank Laney en la edición de enero de 1981 de Video llamaron a Adventure un "gran avance en el diseño" y que "rompe varias convenciones de los videojuegos", como la puntuación y los límites de tiempo. Agregaron que era "mucho más ambicioso" que los videojuegos domésticos promedio, pero los gráficos eran decepcionantes, como que el héroe era un cuadrado. El libro de 1982 How to Win at Home Video Games lo calificó de demasiado impredecible con una "misión ilógica", y concluyó que "incluso los estrategas devotos pueden cansarse pronto del excesivo ensayo y error de Adventure". Electronic Games en 1983 declaró que "los gráficos son cosas mansas", pero " todavía tienen el poder de fascinar" y que "los conceptos de acción y aventura introducidos en Adventure siguen siendo viables hoy".
Jeremy Parish de 1UP.com escribió en 2010 que Adventure es "una obra de brillante interpretación" que "extrajo inteligentemente los elementos básicos de exploración, combate y búsqueda del tesoro de los juegos de texto y los convirtió en íconos", pero también admitió que "parece casi imposible de jugar en estos días". El cuartel general de Atari puntuó el juego con un 8 de 10, destacando su importancia histórica mientras analizaba los gráficos y el sonido, concluyendo que Adventure fue "muy agradable" independientemente de sus deficiencias tecnológicas.

## Modo de juego
El objetivo del jugador es simplemente encontrar el cáliz encantado y retornarlo al castillo amarillo. El personaje del jugador,  representado por un cuadrado, explora un paisaje multi pantalla que contiene castillos, laberintos, y varias habitaciones. Escondidos a través del mundo hay una espada, unas llaves para ingresar a cada uno de los tres castillos (amarillo, negro, y blanco), un puente mágico que permite al jugador atravesar paredes, y un magneto que puede atraer cualquiera de estos objetos hacia él.
Existen tres dragones que se encuentran recorriendo el mundo del juego:
- Yorgle, El dragón amarillo: Le teme a la llave amarilla y se alejara de ella. Custodiara el cáliz si lo encuentra; de resto, deambulara de un lado para otro o ayudara a los demás dragones a cuidar sus posesiones.
- Grundle, El dragón verde: Custodia el magneto, el puente, la llave negra, y el cáliz.
- Rhindle, El dragón rojo: Es el más rápido de los tres y el más agresivo. Custodia la llave blanca y el cáliz.

Se puede "matar" a un dragón tocándolo con la espada. Si el interruptor de dificultad de la consola esta en posición "A", el dragón huirá al ver la espada.
Cuando un dragón toca al jugador, realiza un "ataque" (permaneciendo inmóvil un momento con la boca abierta, durante un breve lapso si el interruptor de dificultad de la consola esta en posición "A"), y luego "engulle" al jugador, quien quedara atrapado en la panza del dragón.  Mientras la boca del dragón se encuentre abierta no se le puede matar.
Un murciélago negro recorre las pantallas volando al azar, en ocasiones levanta o deja caer objetos (incluyendo dragones vivos o muertos). El murciélago puede robarse la espada del jugador y darle un dragón vivo a cambio, o al revés. El jugador puede atrapar al murciélago y llevarlo consigo. El murciélago continua volando aun después de la muerte del jugador, y en ocasiones puede llevarse al dragón que se comió al jugador. El jugador puede atrapar al murciélago dentro de un castillo; funcionando mejor con el castillo amarillo, debido a que este tiene una sola habitación (siempre que el jugador la haya vaciado de antemano) haciendo que el murciélago vuele dentro en círculos sin abandonar el castillo. Si el jugador entra con algún objeto, el murciélago cambiará de dirección para robarse el nuevo objeto y dejar el castillo. El nombre del murciélago se supone que sería Knubberrub, pero este nunca fue incorporado al manual.
Existen tres modos de juego disponibles a través del interruptor de selección de juego de la consola:
- Juego 1 es una versión simplificada del juego y en el no aparecen el dragón rojo, ni el murciélago, tampoco están las catacumbas, el castillo blanco ni el laberinto del castillo negro.
- Juego 2 es la versión completa, poseyendo todas las características descritas. Los lugares donde se encuentras los objetos al inicio del juego son siempre los mismos y debido a esto, es más fácil llegar al huevo de Pascua.
- Juego 3 es como el juego 2; pero con la diferencia que los lugares iniciales de los objetos se encuentran medio al azar, dando así un juego diferente cada vez. Como resultado, el juego puede volverse más fácil o más difícil de resolver (algunas veces incluso imposible debido a un defecto en la rutina de ubicación de objetos que podría colocar la llave amarilla dentro del castillo amarillo). Debido a la impredecible ubicación de los objetos, es más difícil atrapar al murciélago y localizar los objetos necesarios para descubrir el "huevo de Pascua" (aunque la ubicación del "punto gris" es siempre la misma).

Cuando un jugador es devorado por un dragón, no necesariamente tendrá que comenzar desde el principio. Al accionar el interruptor de "Reset" el jugador es resucitado de vuelta al castillo amarillo reviviendo también a cualquier dragón que haya muerto; sin embargo, los objetos permanecerán donde el jugador los haya dejado. Podría decirse que esta característica fue uno de los primeros empleos del  "continúe el juego", ahora tan comunes en los videojuegos. Accionar el interruptor de "Game Select" después de morir hace que el juego vuelva a la pantalla de selección y se pueda iniciar un juego completamente nuevo.

## Conversiones y re-publicaciones
Adventure ha sido convertido y republicado en diferentes plataformas:
- Jakks Atari Classics 10 In 1 TV Games (2002).
- Atari Flashback (2004)
- Atari Anthology (22 de noviembre de 2004) for the PlayStation 2 and Xbox.
- Atari Flashback 2 (2005).
- Atari: 80 Classic Games in One (20 de septiembre de 2005) for Windows.
- Game Room for Xbox Live Arcade and Games for Windows Live (24 de marzo de 2010).

## Legado
- Una secuela de Adventure fue en principio anunciada para comienzos de 1982. Al final, la secuela planeada finalmente evolucionó a la serie de juegos Swordquest .[29][30]

- En el 2005, una secuela escrita por Curt Vendel fue publicada por Atari en el Atari Flashback 2 . En el 2007, AtariAge publicó por sí mismo una secuela fuertemente inspirada en el original, llamada Adventure II. para el Atari 5200, y fue usada bajo permiso de Atari Interactive .[31][32]

- Aunque no fue el primer videojuego de "búsquedas", Adventure fue el primero programado para una consola doméstica. Los lugares (castillos, laberintos, cuartos secretos, y oscuras mazmorras), objetos (llaves, espadas, y "tesoros"), y monstruos (murciélagos, dragones) fueron también únicos en el mundo de los videojuegos, y posteriormente pudieron encontrarse en juegos como Haunted House, The Legend of Zelda y Final Fantasy. Aunque significativamente más simple y pequeño que estos dos últimos juegos, Adventure es en ocasiones descrito como su "precursor espiritual."[33]

- Adventure es protagonista de un segmento en el episodio del 2009 de la serie Robot Chicken Cannot Be Erased, So Sorry en el que parodia la baja resolución de los gráficos del juego.

- El dragón ha sido visto varias veces en la serie animada de flash Homestar Runner.
- El concepto "Huevo de Pascua" de este videojuego es la base del libro "Ready Player One", de Ernest Cline, en la que un diseñador ficticio de videojuegos, James Halliday, ha dejado en su super-simulación, Oasis, un Huevo de Pascua similar al de Warren Robinett. En su testamento declara que aquel que encuentre el Huevo de Pascua, heredará toda su fortuna.